# GTR
GTR foi um supergrupo britânico formado em 1986 pelo ex-guitarrista do Genesis Steve Hackett e pelo guitarrista do Yes e Asia Steve Howe. Outros membros ainda incluiam o vocalista Max Bacon (ex-Moby Dick, Nightwing e Bronz), o baixista Phil Spalding (ex-Bernie Torme, Toyah, Mike Oldfield e Original Mirrors) e o baterista Jonathan Mover (ex-Marillion).
O único álbum de estúdio da banda, homônimo, foi produzido por Geoffrey Downes do Asia e lançado pela Arista Records. Após uma turnê mal sucedida, a insatisfação de Hackett com a gerência financeira da banda levou ao fim do grupo.

## Discografia

### Álbuns
- GTR (1986)
- GTR Live King Biscuit (1997)

### Singles
- "When the Heart Rules the Mind"
- "The Hunter"